# Sự nghiệp diễn xuất của Daniel Radcliffe
Daniel Radcliffe là một nam diễn viên người Anh đã tham gia trong nhiều sản phẩm điện ảnh, truyền hình cũng như sân khấu. Anh được biết đến với vai diễn Harry Potter trong loạt phim cùng tên từ năm 2001 đến 2011.

## Điện ảnh
| Năm  | Tiêu đề                                       | Vai diễn            | Ghi chú    | Nguồn         |
| ---- | --------------------------------------------- | ------------------- | ---------- | ------------- |
| 2001 | The Tailor of Panama                          | Mark Pendel         |            | [ 1 ]         |
| 2001 | Harry Potter and the Philosopher's Stone      | Harry Potter        |            |               |
| 2002 | Harry Potter and the Chamber of Secrets       | Harry Potter        |            |               |
| 2004 | Harry Potter and the Prisoner of Azkaban      | Harry Potter        |            |               |
| 2005 | Harry Potter and the Goblet of Fire           | Harry Potter        |            |               |
| 2007 | Harry Potter and the Order of the Phoenix     | Harry Potter        |            |               |
| 2007 | December Boys                                 | Maps                |            | [ 2 ]         |
| 2009 | Harry Potter and the Half-Blood Prince        | Harry Potter        |            |               |
| 2010 | Harry Potter and the Deathly Hallows – Part 1 | Harry Potter        |            |               |
| 2011 | Harry Potter and the Deathly Hallows – Part 2 | Harry Potter        |            |               |
| 2012 | The Woman in Black                            | Arthur Kipps        |            | [ 3 ] [ 4 ]   |
| 2013 | Kill Your Darlings                            | Allen Ginsberg      |            | [ 5 ] [ 6 ]   |
| 2013 | Horns                                         | Ignatius Perrish    |            | [ 7 ] [ 8 ]   |
| 2013 | The F Word                                    | Wallace             |            | [ 9 ] [ 10 ]  |
| 2015 | Trainwreck                                    | The Dog Walker      | Khách mời  | [ 11 ] [ 12 ] |
| 2015 | Victor Frankenstein                           | Igor                |            | [ 13 ]        |
| 2016 | Swiss Army Man                                | Manny               |            | [ 14 ] [ 15 ] |
| 2016 | Now You See Me 2                              | Walter Mabry        |            | [ 16 ] [ 17 ] |
| 2016 | Imperium                                      | Nate Foster         |            | [ 18 ] [ 19 ] |
| 2017 | Lost in London                                | Himself             | Khách mời  | [ 20 ]        |
| 2017 | Jungle                                        | Yossi Ghinsberg     |            | [ 21 ]        |
| 2018 | Beast of Burden                               | Sean Haggerty       |            | [ 22 ]        |
| 2019 | Playmobil: The Movie                          | Rex Dasher          | Lồng tiếng |               |
| 2019 | Guns Akimbo                                   | Miles Lee Harris    |            | [ 23 ]        |
| 2020 | Escape from Pretoria                          | Tim Jenkin          |            | [ 24 ]        |
| 2022 | The Lost City                                 | Abigail Fairfax     |            | [ 25 ]        |
| 2022 | Weird: The Al Yankovic Story                  | "Weird Al" Yankovic |            | [ 26 ]        |

## Truyền hình
| Năm        | Tiêu đề                                           | Vai diễn                                                                         | Ghi chú                                  | Nguồn         |
| ---------- | ------------------------------------------------- | -------------------------------------------------------------------------------- | ---------------------------------------- | ------------- |
| 1999       | David Copperfield                                 | Young David Copperfield                                                          | Television film                          | [ 27 ]        |
| 2006       | Extras                                            | Himself                                                                          | Episode: "Daniel Radcliffe"              | [ 28 ]        |
| 2007       | My Boy Jack                                       | John Kipling                                                                     | Television film                          |               |
| 2010–18    | The Simpsons                                      | Edmund/Diggs/Himself                                                             | Voice; 3 episodes                        |               |
| 2010       | QI                                                | Himself                                                                          | Episode: "Hocus Pocus"                   |               |
| 2010–20    | The Graham Norton Show                            | Himself                                                                          | 10 episodes                              |               |
| 2012       | Saturday Night Live                               | Himself (host)                                                                   | Episode: "Daniel Radcliffe/Lana Del Rey" | [ 29 ]        |
| 2012–17    | Robot Chicken                                     | Mullet Kid/Thomas the Tank Engine/Gareth                                         | Voices; 2 episodes                       | [ 30 ]        |
| 2012–13    | A Young Doctor's Notebook                         | Dr. Vladimir Bomgard (Young)                                                     | 8 episodes                               |               |
| 2012; 2015 | Have I Got News for You                           | Himself (host)                                                                   | 2 episodes                               |               |
| 2015       | BoJack Horseman                                   | Himself                                                                          | Voice; Episode: "Let's Find Out"         |               |
| 2015       | The Gamechangers                                  | Sam Houser                                                                       | Television film                          | [ 31 ]        |
| 2019–nay   | Miracle Workers                                   | Craig Bog (S1) Prince Chauncley The Pretty Cool (S2) Reverend Ezekiel Brown (S3) | Lead role; also executive producer       | [ 32 ] [ 33 ] |
| 2020       | Unbreakable Kimmy Schmidt                         | Prince Frederick                                                                 | Special: "Kimmy vs the Reverend"         | [ 34 ]        |
| 2022       | Harry Potter 20th Anniversary: Return to Hogwarts | Himself                                                                          | Reunion special                          | [ 35 ]        |

## Sân khấu
| Năm     | Tác phẩm                                         | Vai                 | Sân khấu               |
| ------- | ------------------------------------------------ | ------------------- | ---------------------- |
| 2002    | The Play What I Wrote                            | Khách mời           | Sân khấu Wyndham       |
| 2007    | Equus                                            | Alan Strang         | Sân khấu Gielgud       |
| 2008–09 | Equus                                            | Alan Strang         | Sân khấu Broadhurst    |
| 2011–12 | How to Succeed in Business Without Really Trying | J. Pierrepont Finch | Sân khấu Al Hirschfeld |
| 2013    | The Cripple of Inishmaan                         | Billy Claven        | Sân khấu Noël Coward   |
| 2014    | The Cripple of Inishmaan                         | Billy Claven        | Sân khấu Cort          |
| 2016    | Privacy                                          | Người viết          | Sân khấu The Public    |
| 2017    | Rosencrantz and Guildenstern Are Dead            | Rosencrantz         | The Old Vic            |

## Video âm nhạc
| Năm  | Tiêu đề   | Vai            | Nghệ sĩ   | Nguồn |
| ---- | --------- | -------------- | --------- | ----- |
| 2012 | Beginners | Nhân vật chính | Slow Club |       |